# Çary Garryýew
Çary Söýünowiç Garryýew (ros. Чары Союнович Каррыев, ur. 17 października 1932 w Aszchabadzie) – radziecki i turkmeński polityk, premier Turkmeńskiej SRR w latach 1978-1985.
1950-1955 studiował w Moskiewskim Instytucie Naftowym, po czym pracował w rafinerii w Krasnowodsku, od 1958 działacz KPZR, od 1965 kierownik Wydziału Nafty i Przemysłu Chemicznego KC Komunistycznej Partii Turkmeńskiej SRR, 1974–1976 I sekretarz Komitetu Obwodowego Komunistycznej Partuu Turkmeńskiej SRR w Aszchabadzie, od 1976 sekretarz KC tej partii, od 25 grudnia 1978 do 28 lutego 1985 premier Turkmeńskiej SRR. 1981–1990 członek Centralnej Komisji Rewizyjnej KPZR, 1966–1974 deputowany do Rady Najwyższej Turkmeńskiej SRR, 1974–1989 deputowany do Rady Narodowości Rady Najwyższej ZSRR, a 1974–1982 do Rady Najwyższej ZSRR.
Autor 11 prac naukowych.

## Odznaczenia
- Order Rewolucji Październikowej
- Order Czerwonego Sztandaru Pracy (dwukrotnie)
- Order „Znak Honoru”
- Medal „Za pracowniczą dzielność”
- Medal jubileuszowy „W upamiętnieniu 100-lecia urodzin Władimira Iljicza Lenina”